# Storfloberget
Storfloberget är ett naturreservat i Bräcke kommun i Jämtlands län.
Området är naturskyddat sedan 2015 och är 58 hektar stort. Reservatet består av granskog som till del har ersatts av lövskog efter en skogsbrand.